# Marcel Haščák
Marcel Haščák (* 3. února 1987 Poprad) je slovenský hokejový útočník.

## Hráčská kariéra
Marcel Haščák začínal s hokejem v Popradu, odkud v roce 2010 přestoupil do týmu HC Košice, se kterým získal jeden titul a dvě druhá místa ve Slovenské extralize.
V roce 2013 se stěhoval do lotyšského týmu Dinamo Riga hrajícího KHL. Po jedné sezóně strávené v tomto klubu přestoupil do Amuru Chabarovsk.
Před sezónou 2015/16 podepsal smlouvu s týmem HC Energie Karlovy Vary. V tomto klubu hrál jednu sezónu. V sezónách 2016/2017 a 2017/2018 byl hráčem HC Kometa Brno a pomohl k zisku dvou mistrovských titulů pro tento tým. Před začátkem sezóny 2018/2019 odešel do klubu HC Košice.

## Ocenění a úspěchy
- 2013 SHL - All-Star Tým
- 2013 SHL - Nejlepší nahrávač v play off
- 2017 ČHL - Vítězný gól
- 2020 SHL - Nejlepší střelec
- 2020 SHL - Nejlepší střelec v přesilových hrách
- 2021 SHL - All-Star Tým
- 2021 SHL - Nejlepší střelec
- 2021 SHL - Nejlepší střelec v přesilových hrách
- 2021 SHL - Nejproduktivnější hráč

## Prvenství

### KHL
- Debut - 5. září 2013 (Dinamo Riga proti HK Dinamo Minsk)
- První gól - 30. října 2013 (Lokomotiv Jaroslavl proti Dinamo Riga, brankáři Curtis Sanford)
- První asistence - 24. listopadu 2013 (Avangard Omsk proti Dinamo Riga)

### ČHL
- Debut - 11. září 2015 (HC Škoda Plzeň proti HC Energie Karlovy Vary)
- První gól - 13. září 2015 (HC Energie Karlovy Vary proti HC Oceláři Třinec, brankáři Peteru Hamerlíkovi)
- První asistence - 23. října 2015 (HC Energie Karlovy Vary proti Bílí Tygři Liberec)

## Klubová statistika
| Sezóna       | Klub                    | Soutěž       |     | Základní část | Základní část | Základní část | Základní část | Základní část |    | Play off | Play off | Play off | Play off | Play off |
| Sezóna       | Klub                    | Soutěž       | Z   | G             | A             | B             | TM            | Z             | G  | A        | B        | TM       |          |          |
| 2005–06      | HK Poprad 20            | SHL-20       | 32  | 26            | 17            | 43            | 94            | 5             | 2  | 2        | 4        | 4        |          |          |
| 2005–06      | HK Poprad               | SHL          | 37  | 1             | 1             | 2             | 4             | 13            | 0  | 1        | 1        | 2        |          |          |
| 2006–07      | HK Poprad 20            | SHL-20       | 16  | 10            | 14            | 24            | 64            | —             | —  | —        | —        | —        |          |          |
| 2006–07      | HK Poprad               | SHL          | 43  | 11            | 7             | 18            | 50            | 6             | 2  | 2        | 4        | 4        |          |          |
| 2007–08      | HK Poprad 20            | SHL-20       | 3   | 1             | 7             | 8             | 2             | —             | —  | —        | —        | —        |          |          |
| 2007–08      | HK Poprad               | SHL          | 51  | 17            | 22            | 39            | 50            | 5             | 1  | 3        | 4        | 0        |          |          |
| 2008–09      | HK Poprad               | SHL          | 37  | 11            | 9             | 20            | 99            | —             | —  | —        | —        | —        |          |          |
| 2009–10      | HK Poprad               | SHL          | 45  | 17            | 8             | 25            | 105           | 5             | 2  | 0        | 2        | 0        |          |          |
| 2010–11      | HC Košice               | SHL          | 37  | 15            | 16            | 31            | 63            | 10            | 2  | 2        | 4        | 43       |          |          |
| 2011–12      | HC Košice               | SHL          | 46  | 17            | 12            | 29            | 81            | 11            | 4  | 5        | 9        | 10       |          |          |
| 2011–12      | HC 46 Bardejov          | 1.SHL        | 2   | 1             | 2             | 3             | 0             | —             | —  | —        | —        | —        |          |          |
| 2012–13      | HC Košice               | SHL          | 51  | 31            | 33            | 64            | 48            | 17            | 4  | 13       | 17       | 36       |          |          |
| 2013–14      | Dinamo Riga             | KHL          | 33  | 6             | 7             | 13            | 19            | 3             | 0  | 0        | 0        | 0        |          |          |
| 2014–15      | Amur Chabarovsk         | KHL          | 48  | 5             | 6             | 11            | 49            | —             | —  | —        | —        | —        |          |          |
| 2015–16      | HC Energie Karlovy Vary | ČHL          | 22  | 11            | 3             | 14            | 30            | —             | —  | —        | —        | —        |          |          |
| 2016–17      | HC Kometa Brno          | ČHL          | 44  | 11            | 13            | 24            | 14            | 14            | 4  | 6        | 10       | 8        |          |          |
| 2017–18      | HC Kometa Brno          | ČHL          | 47  | 6             | 11            | 17            | 36            | 14            | 3  | 2        | 5        | 4        |          |          |
| 2018–19      | HC Košice               | SHL          | 42  | 16            | 18            | 34            | 28            | 6             | 4  | 3        | 7        | 4        |          |          |
| 2019–20      | HC Košice               | SHL          | 45  | 33            | 22            | 55            | 36            | —             | —  | —        | —        | —        |          |          |
| 2020–21      | HK Poprad               | SHL          | 48  | 38            | 31            | 69            | 24            | 14            | 7  | 8        | 15       | 37       |          |          |
| 2021–22      | HC Kometa Brno          | ČHL          | 18  | 5             | 3             | 8             | 12            | —             | —  | —        | —        | —        |          |          |
| 2021–22      | HC Slovan Bratislava    | SHL          | 32  | 23            | 27            | 50            | 20            | 16            | 6  | 5        | 11       | 4        |          |          |
| 2022–23      | HC Slovan Bratislava    | SHL          | 41  | 22            | 21            | 43            | 16            | 6             | 1  | 0        | 1        | 2        |          |          |
| 2023–24      | Rouen Hockey Élite 76   | Ligue Magnus | 28  | 10            | 15            | 25            | 35            | 12            | 3  | 4        | 7        | 0        |          |          |
| Celkem v SHL | Celkem v SHL            | Celkem v SHL | 555 | 252           | 227           | 479           | 624           | 109           | 33 | 42       | 75       | 142      |          |          |
| Celkem v ČHL | Celkem v ČHL            | Celkem v ČHL | 131 | 33            | 30            | 63            | 92            | 32            | 7  | 8        | 15       | 14       |          |          |

## Reprezentace
V roce 2012 získal se Slovenskou hokejovou reprezentací stříbrné medaile na Mistrovství světa v lením dhokeji 2012 v Helsinkách.
| Rok                       | Tým                       | Soutěž                    | Z  | G | A | B | TM |
| ------------------------- | ------------------------- | ------------------------- | -- | - | - | - | -- |
| 2012                      | Slovensko                 | MS                        | 10 | 0 | 1 | 1 | 2  |
| 2013                      | Slovensko                 | MS                        | 4  | 0 | 0 | 0 | 2  |
| 2014                      | Slovensko                 | MS                        | 3  | 0 | 0 | 0 | 2  |
| 2017                      | Slovensko                 | MS                        | 7  | 0 | 3 | 3 | 0  |
| 2018                      | Slovensko                 | OH                        | 4  | 1 | 1 | 2 | 2  |
| 2018                      | Slovensko                 | MS                        | 7  | 1 | 0 | 1 | 4  |
| Seniorská kariéra celkově | Seniorská kariéra celkově | Seniorská kariéra celkově | 35 | 2 | 5 | 7 | 12 |